# The Greater of Two Evils
The Greater of Two Evils – składankowy album amerykańskiego zespołu thrashmetalowego Anthrax, który ukazał się 23 listopada 2004 roku. Płyta zawiera utwory z początkowego okresu działalności zespołu z lat 1983–1990, które zostały nagrane z nowym wokalistą Johnem Bushem.
Płyta miała nosić nazwę "Metallum Maximum Aeturnum" z możliwością zmiany na "Old School, New School, Our School: Metallum Maximum Aeturnum" lub "Metal Thrashing Mad: Metallum Maximum Aeturnum". Utwory, które ukazały się na płycie, zostały wybrane w drodze głosowania na stronie www zespołu.

## Utwory
1. "Deathrider" – 3:04
2. "Metal Thrashing Mad" – 2:47
3. "Caught in a Mosh" – 5:27
4. "A.I.R." – 6:21
5. "Among the Living" – 5:52
6. "Keep It in the Family" – 7:25
7. "Indians" – 6:38
8. "Madhouse" – 4:26
9. "Panic" – 3:35
10. "I Am the Law" – 6:03
11. "Belly of the Beast" – 5:42
12. "N.F.L." – 5:57
13. "Be All End All" – 6:29
14. "Gung-Ho" – 3:32

- Uwaga: "Lone Justice" zostało wydane jako ukryty utwór – zaczyna się po "Gung-Ho".

1. Lone Justice – 4:36

### Bonus
W wydaniu japońskim ukazały się dodatkowe utwory.
1. "Anthrax" – 3:25
2. "Lone Justice" – 4:34
3. "In My World" – 6:29

### Utwory zFistful of Metal
1. Deathrider
2. Metal Thrashing Mad
3. Panic

### Utwory zSpreading the Disease
1. A.I.R.
2. Madhouse
3. Gung-Ho/Lone Justice

### Utwory zAmong the Living
1. Caught in a Mosh
2. Among the Living
3. I Am the Law
4. Indians
5. N.F.L.

### Utwory zState of Euphoria
1. Be All End All

### Utwory zPersistence of Time
1. Keep It in the Family
2. Belly of the Beast

## Skład zespołu
- John Bush – wokal
- Rob Caggiano – gitara prowadząca
- Scott Ian – gitara rytmiczna, wokal
- Frank Bello – gitara basowa, wokal
- Charlie Benante – perkusja, gitara